# Boarmia baouleana
Boarmia baouleana là một loài bướm đêm trong họ Geometridae.